# Yakov Grigoryevich Kreyzer
Yakov Grigoryevich Kreyzer (tiếng Nga: Яков Григорьевич Крейзер; 4 tháng 11 năm 1905, Voronezh - 29 tháng 11 năm 1969, Moskva) là một tướng lĩnh chỉ huy cấp tập đoàn quân của Liên Xô trong Chiến tranh Vệ quốc Vĩ đại.

## Trước chiến tranh
Cha mẹ của Keyzer vốn là những người Do Thái, những được phép sống bên ngoài khu định cư của người Do Thái vì ông nội của ông là lính cantonist (ấu quân) trong quân đội Đế quốc Nga. Kreyzer gia nhập Hồng quân năm 1921, theo học trường sĩ quan bộ binh ở Voronezh (1923) và thăng cấp Đại tá kiêm chỉ huy Sư đoàn súng trường 172 (1939–1940). Việc thăng chức nhanh chóng của ông, giống như các sĩ quan Liên Xô cao cấp khác cùng thế hệ, có thể thực hiện được do Đại thanh trừng của Stalin đã bài trừ nhiều các sĩ quan Hồng quân thuộc thế hệ Nội chiến. Trong những năm này, Kreyzer tiếp tục học quân sự: năm 1931, ông tốt nghiệp Trường Đào tạo Sĩ quan Cao cấp "Vystrel" và năm 1941 từ Học viện Quân sự Frunze. Tháng 3 năm 1941, Kreyzer được bổ nhiệm làm chỉ huy Sư đoàn súng trường cơ giới số 1 Moskva.

## Các trận đánh ở Belorussia
Vào đầu Thế chiến thứ hai, Hồng quân nổi tiếng với chất lượng chiến trường kém vì một số lượng lớn các chỉ huy mới được bổ nhiệm của họ thiếu tính chủ động và kỹ năng. Kreyzer nằm trong số ít sĩ quan cấp cao đã chuẩn bị đầy đủ đội quân của mình cho các yêu cầu của cuộc chiến cơ động hiện đại. Tháng 7 năm 1941, Kreizer trở thành tướng lĩnh Hồng quân đầu tiên chiến đấu với quân Wehrmacht trong một cuộc giao tranh quy mô lớn. Sư đoàn của Kreyzer chiếm vị trí dọc theo đường cao tốc Minsk-Moskva và đối mặt với đòn tấn công chính của Cụm tập đoàn quân Trung tâm của quân Đức trên đường tới Moskva, do Heinz Guderian dẫn đầu. Guderian, người vào thời điểm đó được nhiều người coi là chỉ huy lực lượng thiết giáp giỏi nhất thế giới, có binh lực trong tay vượt trội hơn hẳn so với Kreyzer về nhân lực, số lượng xe tăng và hỗ trợ trên không. Trong trận Borisov, Kreyzer đã ngăn chặn bước tiến của binh đoàn xe tăng tinh nhuệ của Guderian trong hai ngày, tiêu diệt hơn một nghìn quân Đức và phá hủy vài chục xe tăng và 12 máy bay chiến đấu. Khi ưu thế quân số của Đức khiến việc phòng thủ Borisov không thể tiếp tục, Kreizer khéo léo tiến hành một cuộc rút lui chiến đấu dọc theo đường cao tốc đến Orsha. Trong trận chiến sau đó của Orsha, Kreyzer đã ngăn chặn những ý đồ vây bọc của Guderian trong 12 ngày. Sự kháng cự của ông đã giúp Hồng quân có đủ thời gian để đưa quân dự bị đến các vị trí phòng thủ dọc sông Dnepr. Các kỹ năng chiến trường, lòng dũng cảm của đội quân Kreyzer và khả năng của ông trong việc ngăn chặn áp lực của Wehrmacht khi trận chiến đang diễn ra, bất chấp sự vượt trội của Đức về quân số và trang bị, đã giáng một đòn vào huyền thoại bất khả chiến bại của Đức. Hành động của Kreyzer và người của ông đã truyền cảm hứng cho Liên Xô tin tưởng vào khả năng đánh bại quân Đức của Hồng quân.
Năm 35 tuổi, Kreyzer được thăng cấp Thiếu tướng; từ một sư đoàn trưởng, ông được thăng chức làm Tư lệnh Tập đoàn quân 3, mà chưa từng phục vụ ở cấp quân đoàn. Ngày 21 tháng 7 năm 1941, Stalin đã trao tặng Kreyzer danh hiệu Anh hùng Liên Xô. Kreyzer là vị tướng lĩnh Hồng quân đầu tiên nhận vinh dự này trong Thế chiến thứ hai; sư đoàn của ông là một trong những đơn vị đầu tiên được phong tặng Danh hiệu Cận vệ, danh hiệu cao quý nhất trong quân đội Liên Xô.

## Từ Smolensk đến Baltic
Trong trận Smolensk, Kreizer chỉ huy Tập đoàn quân 3 của Liên Xô. Trận đánh được xem làm đánh dấu sự kết thúc cho chiến thuật Blitzkrieg của Đức, cũng như trong trận chiến ở Moskva. Tháng 10 năm 1942, Stavka thành lập Tập đoàn quân Cận vệ 2 và giao cho Kreyzer chỉ huy, được huấn luyện để thực hiện cú đánh quyết định trong trận Stalingrad. Trong trận chiến vào mùa đông 1942-1943, Kreizer là phụ tá cho tướng Rodion Malinovsky dày dạn kinh nghiệm và góp phần đánh bại nỗ lực của Manstein nhằm cứu Tập đoàn quân số 6 của Đức, đang bị bao vây ở Stalingrad. Vì chiến thắng trước Manstein, Kreyzer được thăng cấp Trung tướng.
Tháng 2 năm 1943, sau khi Malinovsky được bổ nhiệm làm Tư lệnh Phương diện quân, Kreizer tiếp tục chỉ huy Tập đoàn quân Cận vệ 2. Từ tháng 8 năm 1943 cho đến khi chiến tranh kết thúc, ông chỉ huy Tập đoàn quân 51. Kreyzer đóng một trong những vai trò quan trọng trong việc đánh bại Wehrmacht ở Ukraina, Krym, Belorussia, Baltic và là một trong số ít chỉ huy cấp tập đoàn quân được phong quân hàm Thượng tướng. Ông đã hai lần bị thương trong chiến tranh.

## Sau chiến tranh

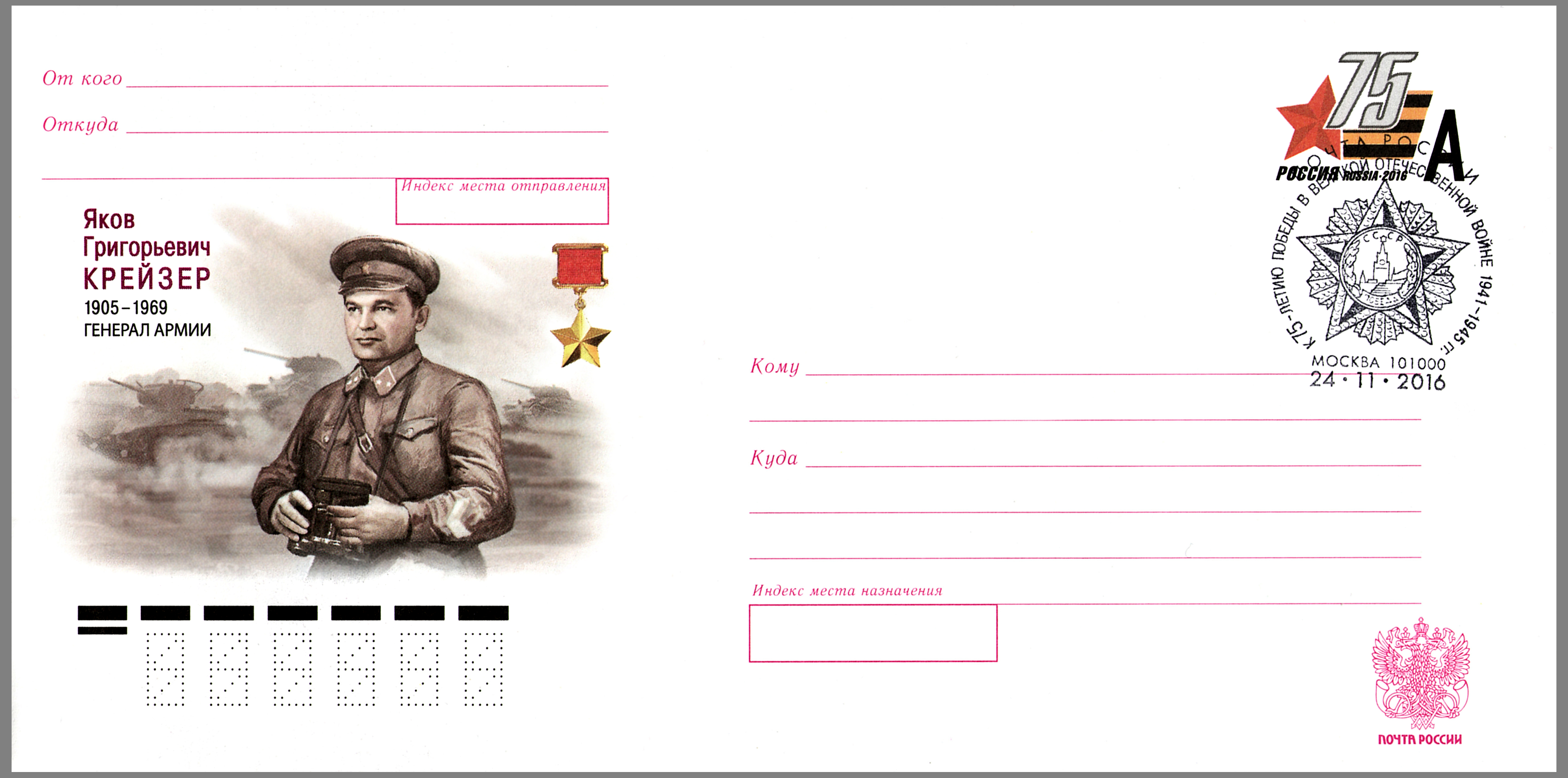
Một phong bì thư bưu điện để tôn vinh Ya.G. Kreyser, được phát hành trong đợt kỷ niệm "75 năm Chiến thắng Chiến tranh Vệ quốc Vĩ đại". Bưu điện Nga, 2016, (CFA [Công ty cổ phần "Marka"] số 288).

Sau chiến tranh, sự thăng tiến của Kreyzer có phần đình trệ. Trong mười năm, ông chỉ giữ chức vụ tư lệnh các tập đoàn quân 45 (1945-1946), Cận vệ 7 (1946-1948) và 38 (1949-1955) và vẫn ở cấp Thượng tướng, trong khi các tướng kém nổi tiếng được thăng cấp cao hơn. Năm 1953, trong (Âm mưu của các bác sĩ), Kreizer từ chối ký một lá thư ủng hộ chiến dịch.
Sự thay đổi cuối cùng đến với Kreyzer từ Nikita Khrushchev, người biết Kreyzer từ trận chiến Stalingrad và có quan điểm tích cực về ông. Dưới thời Khrushchev, Kreizer được giao chỉ huy một số quân khu, gồm Nam Ural (1955–1958); Zabaikal (1958–1960) và Ural (1960–1961).
Khi mối quan hệ giữa Liên Xô với Trung Quốc ngày càng xấu đi, do sự chia rẽ Trung-Xô, chính phủ Liên Xô trở nên lo ngại về khả năng quân sự của Trung Quốc. Để củng cố an ninh biên giới Liên Xô và đánh một tín hiệu cảnh báo đối với người Trung Quốc, Điện Kremli đã bổ nhiệm Kreyzer làm Tổng tư lệnh quân đội Liên Xô ở Viễn Đông (Quân khu Viễn Đông) (1961–1963). Năm 1962, Kreyzer nhận được quân hàm Đại tướng. Ông là tướng lĩnh gốc Do Thái duy nhất đạt được cấp bậc này trong quân đội Liên Xô thời hậu Đại thanh trừng.
Để khẳng định vị thế trong hệ thống Đảng-Nhà nước của Liên Xô, Kreyzer cùng với một số tướng lĩnh hàng đầu của Liên Xô được chọn tham gia Xô viết Tối cao Liên Xô (1962–1966). Có vẻ như Điện Kremlin đã dự định cho Kreyzer một vị trí cao hơn trong tương lai, nhưng ông bị ốm và năm 1963 phải chuyển sang chỉ huy khóa Vystrel, một vị trí danh dự nhưng ít quan trọng hơn. Ông phục vụ ở đó cho đến tháng 5 năm 1969 khi gia nhập Nhóm cố vấn cao cấp của Tổng Thanh tra Bộ Quốc phòng, một vị trí danh dự dành cho các chỉ huy quân sự xuất sắc nhất trước khi nghỉ hưu chính thức. Ông mất nửa năm sau đó.

## Giải thưởng
- "Sao vàng" Anh hùng Liên Xô, № 561 [2]
- Năm Huân chương Lenin
- Bốn Huân chương Cờ đỏ
- Huân chương Suvorov, hạng 1 và hạng 2
- Huân chương Kutuzov, hạng 1
- Huân chương Bogdan Khmelnitsky, hạng 1

## Lược sử quân hàm
- Thiếu tá (24.12.1935)
- Đại tá (29.11.1938)
- Thiếu tướng (7.08.1941)
- Trung tướng (14.02.1943)
- Thượng tướng (2.07.1945)
- Đại tướng (27.04.1962)